# Campeonato Paraibano Terceira Divisão 2022
In 2022 werd de vierde editie van het Campeonato Paraibano Terceira Divisão gespeeld voor voetbalclubs uit de Braziliaanse staat Paraíba. De competitie werd georganiseerd door de FPF en werd gespeeld van 13 tot 20 novemberr. Pombal werd kampioen.

## Eerste fase
| Plaats | Club             | Wed. | W | G | V | Saldo | Ptn. |
| ------ | ---------------- | ---- | - | - | - | ----- | ---- |
| 1.     | Pombal           | 3    | 2 | 0 | 1 | 4:1   | 6    |
| 2.     | Esporte de Patos | 3    | 1 | 1 | 1 | 2:2   | 4    |
| 3.     | Inter de Paraíba | 3    | 2 | 0 | 1 | 6:3   | 3    |
| 4.     | Miramar          | 3    | 0 | 1 | 2 | 1:7   | 1    |

|  | Geplaatst voor finale en promotie naar Segunda Divisão 2023 |
|  | Geplaatst voor finale en promotie naar Segunda Divisão 2023 |

### Kampioen
| Campeonato Paraibano de 2022 - Terceira Divisão |
| Paraíba                                         |
| ----------------------------------------------- |
| POMBAL Kampioen (1° titel)                      |